# Sportjahr 1931
Liste der Sportjahre

◄◄ | ◄ | 1927 | 1928 | 1929 | 1930 | Sportjahr 1931 | 1932 | 1933 | 1934 | 1935 | ► | ►►

Weitere Ereignisse

## Ereignisse

### Disziplinenübergreifende Sportveranstaltungen
- 19. bis 26. Juli: Zweite Arbeiterolympiade in Wien, organisiert von der Confédération Sportive Internationale du Travail

### Badminton
Höhepunkte des Badmintonjahres 1931 waren die All England, die Irish Open und die Scottish Open.

#### Internationale Veranstaltungen
| Veranstaltung | Herreneinzel        | Dameneinzel      | Herrendoppel                       | Damendoppel                 | Mixed                       |
| ------------- | ------------------- | ---------------- | ---------------------------------- | --------------------------- | --------------------------- |
| All England   | Frank Devlin        | Marjorie Barrett | Frank Devlin Gordon Mack           | Marian Horsley Betty Uber   | Herbert Uber Betty Uber     |
| Irish Open    | Willoughby Hamilton | Marian Horsley   | G. S. B. Mack Frank Devlin         | Marian Horsley C. T. Duncan | Frank Devlin Marian Horsley |
| Scottish Open | Raymond M. White    | Betty Uber       | K. G. Livingstone Raymond M. White | Marian Horsley Betty Uber   | T. P. Dick Marian Horsley   |

### Fußball

#### Internationale Fußballveranstaltungen
- Europapokal der Fußball-Nationalmannschaften 1931 bis 1932
- Mitropapokal 1931
- Balkan-Cup 1931

#### Nationale Fußballmeisterschaften
- Deutsche Fußballmeisterschaft 1930/31
- Österreichische Fußballmeisterschaft 1930/31
- Schweizer Fussballmeisterschaft 1930/31

### Leichtathletik

#### Weltrekorde

##### Hürdenlauf
- 5. Mai: Bengt Sjöstedt, Finnland, läuft die 110 Meter Hürden der Herren in 14,4 s.

##### Gehen
- 14. Mai: Antonie Odvárková, Tschechoslowakei, absolviert die 20 Kilometer Gehen der Damen in 2:14,1 h.

##### Sprungdisziplinen
- 16. August: William Graber, Vereinigte Staaten, erreicht im Stabhochsprung der Herren 4,37 m.
- 27. Oktober: Chuhei Nambu, Japan, springt im Weitsprung der Herren 7,98 m.
- 27. Oktober: Mikio Oda, Japan, springt im Dreisprung der Herren 15,58 m.

##### Wurfdisziplinen
- 18. Mai: Aurora Villa, Spanien, erreicht im Hammerwurf der Damen 18,58 m.
- 4. Juni: František Douda, Tschechoslowakei, erreicht im Kugelstoßen der Herren 16,04 m.
- 16. August: Grete Heublein, Deutschland, stößt im Kugelstoßen der Damen 13,7 m.

### Motorsport

#### Motorradsport

##### Motorrad-Europameisterschaft
- Bei der im französischen Montlhéry ausgetragenen Motorrad-Europameisterschaft gewinnt der Brite Eric Fernihough auf Excelsior vor dem Belgier Yvan Goor (DKW) den Titel in der 175-cm³-Klasse. Weitere Starter erreichten nicht das Ziel.
- In der Viertelliterklasse setzt sich der Brite Graham Walker auf Rudge gegen den Iren Paddy Johnston (Moto Guzzi) und G. Boudin von der Insel Jersey (CTS) durch.
- Bei den 350ern siegt der Brite Ernie Nott auf Rudge vor dem Iren Stanley Woods (Norton) und dem Belgier Fernand Renier (Velocette).
- In der 500-cm³-Klasse siegt der Brite Percy Hunt auf Norton vor dem Australier Arthur Simcock (OK-Supreme) und dem Briten Jimmie Guthrie (Norton).

##### Deutsche Motorrad-Straßenmeisterschaft
- Deutsche Meister werden Arthur Geiss (DKW, 250 cm³) sowie Hans Kahrmann (Hercules-J.A.P., 250 cm³), Ernst Loof (Imperia, 350 cm³), Werner Huth (NSU, 500 cm³), Ralph Roese (BMW, über 500 cm³), Albert Schneider / unbekannt (Velocette, Gespanne 350 cm³), Harry Heyer / unbekannt (A.J.S., Gespanne 600 cm³) und Paul Weyres / unbekannt (Harley-Davidson, Gespanne 1000 cm³).

### Radsport
- 4. bis 24. Mai: Internationale Opel-Deutschland-Rundfahrt 1931, Sieger Erich Metze
- 10. bis 31. Mai: Giro d’Italia 1931, Sieger Francesco Camusso
- 30. Juni bis 26. Juli: Tour de France 1931, Sieger Antonin Magne

### Rudern
- 21. März: Cambridge besiegt Oxford im Boat Race in 19′26″.

### Tischtennis
- 10. bis 15. Februar: Tischtennisweltmeisterschaft 1931 in Budapest (Ungarn)

### Wintersport
- 1. bis 8. Februar: Die Eishockey-Weltmeisterschaft 1931 in Krynica in Polen ist gleichzeitig auch Eishockey-Europameisterschaft: Kanada wird Weltmeister vor den Vereinigten Staaten. Mit dem dritten Platz in der Weltmeisterschaft holt sich Österreich den Europameistertitel.
- 5. bis 8. Februar: Arbeiter-Winterolympiade 1931 in Mürzzuschlag in Österreich
- 13. bis 15. Februar: Nordische Skiweltmeisterschaften 1931 in Oberhof in Deutschland
- 19. bis 23. Februar: Die erfolgreichste Läuferin bei der FIS-Meisterschaft in Mürren in der Schweiz ist die Britin Esmé MacKinnon, die alle Disziplinen gewinnt. Bei den Herren dominieren die Schweizer mit einem Vierfacherfolg in der Abfahrt.
- 28. Februar bis 1. März: Die Eiskunstlauf-Weltmeisterschaften 1931 in Berlin werden von der Norwegerin Sonja Henie und dem Österreicher Karl Schäfer dominiert, ebenso wie die Eiskunstlauf-Europameisterschaften 1931 in Wien. Im Paarlauf gibt es bei beiden Ereignissen einen Doppelsieg für Ungarn.
- Bob-Weltmeisterschaft 1931 in Oberhof und St. Moritz

## Geboren

### Januar
- 03. Januar: Antoine Pazur, französischer Fußballspieler († 2011)
- 04. Januar: Guido Messina, italienischer Radrennfahrer († 2020)
- 06. Januar: Franz Albert, österreichischer Automobilrennfahrer († 2017)
- 11. Januar: Jiří Opavský, tschechoslowakischer Radrennfahrer († 2021)
- 12. Januar: Pierre Monneret, französischer Motorradrennfahrer († 2010)
- 17. Januar: Juri Rudow, sowjetisch-russischer Florettfechter († 2013)
- 20. Januar: Preston Henn, US-amerikanischer Automobilrennfahrer und Unternehmer († 2017)
- 21. Januar: Jay Thomas Evans, US-amerikanischer Ringer († 2008)
- 21. Januar: Heinz Luthringshauser, deutscher Motorradrennfahrer († 1997)
- 22. Januar: Galina Sybina, sowjetisch-russische Leichtathletin und Olympiasiegerin († 2024)
- 28. Januar: Bringfried Müller, deutscher Fußballspieler und -trainer († 2016)

### Februar
- 01. Februar: Madeleine Berthod, Schweizer Skirennläuferin
- 02. Februar: Hans Rampf, deutscher Eishockeyspieler und -trainer († 2001)
- 03. Februar: Gilbert Desmet, belgischer Radrennfahrer († 2024)
- 09. Februar: Josef Masopust, tschechoslowakischer Fußballspieler († 2015)
- 11. Februar: Gianni Ferlenghi, italienischer Radrennfahrer († 2023)
- 13. Februar: Lassi Toivola, finnischer Ringkampfschiedsrichter († 2022)
- 14. Februar: Helmut Böck, deutscher Ski Nordisch- und Skilanglauf-Sportler
- 18. Februar: Reinier Paping, niederländischer Eisschnellläufer auf der Langstrecke († 2021)
- 18. Februar: Bob St. Clair, US-amerikanischer American-Football-Spieler († 2015)
- 23. Februar: Täve Schur, deutscher Radrennfahrer und Politiker
- 28. Februar: Dean Smith, US-amerikanischer Basketballtrainer († 2015)

### März
- 01. März: Orlando H. Garrido, kubanischer Tennisspieler († 2024)
- 02. März: Guy Husson, französischer Leichtathlet († 2025)
- 04. März: Hubert Erang, luxemburgischer Kunstturner († 2022)
- 04. März: Albin Plank, österreichischer Skispringer († 2019)
- 07. März: Douglas Mackintosh, britischer Skirennläufer († 2024)
- 11. März: Sverre Kråkenes, norwegischer Ruderer
- 14. März: Constantin Dumitrescu, rumänischer Boxer
- 14. März: Saïd Brahimi, algerisch-französischer Fußballspieler und -trainer († 1997)
- 16. März: Wiktor Bystrow, sowjetisch-russischer Boxer († 1992)
- 23. März: Jewgeni Grischin, russischer Eisschnellläufer († 2005)
- 23. März: Viktor Kortschnoi, sowjetisch-schweizerischer Schachspieler († 2016)

### April
- 04. April: Hansruedi Scheller, Schweizer Ruderer († 2007)
- 09. April: Tom Phillis, australischer Motorradrennfahrer († 1962)
- 13. April: Dan Gurney, US-amerikanischer Automobilrennfahrer und Teambesitzer († 2018)
- 13. April: August Hobl, deutscher Motorradrennfahrer
- 14. April: Vic Wilson, britischer Automobilrennfahrer († 2001)
- 18. April: Klas Lestander, schwedischer Biathlet († 2023)
- 20. April: Theodor Sele, liechtensteinischer Skirennläufer
- 21. April: Siegfried Müller senior, deutscher Automobilrennfahrer
- 23. April: Karl Recktenwald, deutscher Motorradrennfahrer († 1964)
- 24. April: Abdelhamid Kermali, algerisch-französischer Fußballspieler und -trainer († 2013)

### Mai
- 04. Mai: Walter Leiser, Schweizer Ruderer († 2023)
- 06. Mai: Willie Mays, US-amerikanischer Baseballspieler († 2024)
- 13. Mai: Werner Stiegler, deutscher Endurosportler
- 16. Mai: Alena Vrzáňová, tschechoslowakische Eiskunstläuferin († 2015)
- 19. Mai: Bob Anderson, britischer Motorrad- und Automobilrennfahrer († 1967)
- 21. Mai: Lorenz Specht, deutscher Motorradsportler († 2016)
- 29. Mai: Egon Ditt, deutscher Schachspieler und -funktionär († 2005)

### Juni
- 03. Juni: Lindy Remigino, US-amerikanischer Leichtathlet († 2018)
- 11. Juni: Werner Nocht, deutscher Fußballspieler († 2013)
- 13. Juni: Věra Suková, tschechoslowakische Tennisspielerin († 1982)
- 21. Juni: Enzo Maiorca, italienischer Apnoetaucher († 2016)
- 22. Juni: Teruyuki Okazaki, japanischer Karateka, Träger des 10. Dan († 2020)
- 24. Juni: Billy Casper, US-amerikanischer Golfspieler († 2015)
- 30. Juni: Harry Blanchard, US-amerikanischer Automobilrennfahrer († 1960)
- 30. Juni: Brian Muir, australischer Automobilrennfahrer († 1983)

### Juli
- 01. Juli: Ștefan Petrescu, rumänischer Sportschütze († 1993)
- 04. Juli: Karl Weidmann, Schweizer Ruderer
- 20. Juli: Tony Marsh, britischer Automobilrennfahrer († 2009)
- 27. Juli: Nikolai Solowjow, sowjetisch-russischer Ringer und Olympiasieger († 2007)
- 28. Juli: Karl-Friedrich Haas, deutscher Leichtathlet († 2021)
- 29. Juli: Joachim Leitert, deutscher Motorradrennfahrer († 2004)
- 30. Juli: Ursula Donath, deutsche Leichtathletin
- 31. Juli: Nick Bollettieri, US-amerikanischer Tennistrainer († 2022)

### August
- 01. August: Hal Connolly, US-amerikanischer Hammerwerfer und Olympiasieger († 2010)
- 01. August: Dino da Costa, brasilianischer Fußballspieler und -trainer († 2020)
- 09. August: Paul Schmidt, deutscher Mittelstreckenläufer
- 09. August: Mário Zagallo, brasilianischer Fußballspieler und Fußballtrainer († 2024)
- 15. August: Claude Brugerolles, französischer Radrennfahrer († 1978)
- 15. August: Helga Erny, deutsche Leichtathletin († 2021)
- 20. August: Don King, US-amerikanischer Box-Promoter
- 31. August: Jean Béliveau, kanadischer Eishockeyspieler († 2014)

### September
- 04. September: Rupert Hollaus, österreichischer Motorradrennfahrer († 1954)
- 07. September: Åke Larsson, schwedischer Fußballspieler († 2017)
- 13. September: Marjorie Jackson, australische Leichtathletin und Gouverneurin des australischen Bundesstaates South Australia
- 16. September: Werner Lueg, deutscher Leichtathlet († 2014)
- 18. September: Julio Grondona, Präsident des argentinischen Fußballverbandes († 2014)
- 19. September: Derek Gardner, britischer Automobildesigner († 2011)
- 21. September: Ivan Toplak, jugoslawischer Fußballspieler und -trainer († 2021)
- 22. September: Ernst Degner, deutscher Motorradrennfahrer († 1983)
- 24. September: Mark Midler, sowjetisch-russischer Fechter und Olympiasieger († 2012)

### Oktober
- 02. Oktober: Keith Campbell, australischer Motorradrennfahrer († 1958)
- 04. Oktober: Thane Baker, US-amerikanischer Leichtathlet und Olympiasieger
- 05. Oktober: Nadeschda Jefimowna Konjajewa, sowjetische Speerwerferin
- 05. Oktober: Galina Schamrai, sowjetische Turnerin und Olympiasiegerin († 2022)
- 06. Oktober: Wolfgang Müller, deutscher Dressurreiter und Reitmeister († 2021)
- 07. Oktober: Cotton Fitzsimmons, US-amerikanischer Basketballspieler († 2004)
- 08. Oktober: Bill Brown, schottischer Fußballspieler († 2004)
- 08. Oktober: Andreas Molterer, österreichischer Skirennläufer († 2023)
- 13. Oktober: Raymond Kopa, französischer Fußballspieler († 2017)
- 14. Oktober: Heinz Fütterer, deutscher Leichtathlet († 2019)
- 18. Oktober: Geoff Barrowcliffe, britischer Fußballspieler († 2009)
- 20. Oktober: Mickey Mantle, US-amerikanischer Baseballspieler († 1995)
- 23. Oktober: Jim Bunning, US-amerikanischer Baseballspieler und Politiker († 2017)

### November
- 06. November: Peter Collins, britischer Automobilrennfahrer († 1958)
- 08. November: Jim Redman, rhodesischer Motorradrennfahrer
- 08. November: Günter Thorhauer, deutscher Fußballspieler († 2007)
- 24. November: Stan Jones, US-amerikanischer American-Football-Spieler und -Trainer († 2010)

### Dezember
- 04. Dezember: Alex Delvecchio, kanadischer Eishockeyspieler, -trainer und -funktionär († 2025)
- 07. Dezember: James Grogan, US-amerikanischer Eiskunstläufer und Eiskunstlauftrainer († 2000)
- 08. Dezember: Bob Arum, US-amerikanischer Boxpromoter
- 15. Dezember: Dieter Seeler, deutscher Fußballspieler († 1979)
- 22. Dezember: Gisela Birkemeyer, deutsche Leichtathletin († 2024)
- 26. Dezember: Roger Piantoni, französischer Fußballspieler († 2018)
- 30. Dezember: Jiřina Nekolová, tschechoslowakische Eiskunstläuferin († 2011)
- 31. Dezember: Michel Bernard, französischer Mittel- und Langstreckenläufer († 2019)

## Gestorben

### Januar
- 09. Januar: Edgar Amphlett, britischer Fechter (* 1867)
- 21. Januar: Sherman Landers, US-amerikanischer Leichtathlet (* 1898)
- 22. Januar: William Martin, US-amerikanischer Sportschütze (* 1866)

### Februar
- 07. Februar: Jules Thiry, belgischer Wasserballspieler (* 1898)
- 13. Februar: Joseph Dowler, britischer Tauzieher (* 1879)
- 13. Februar: Frank Wright, US-amerikanischer Sportschütze (* 1878)
- 28. Februar: Jetze Doorman, niederländischer Fechter und Pentathlet (* 1881)

### März
- 16. März: Alfred Swahn, schwedischer Sportschütze (* 1879)

### April
- 01. April: Georgette Gagneux, französische Leichtathletin (* 1907)
- 20. April: Cosmo Duff-Gordon, britischer Fechter (* 1862)
- 23. April: Henry Leaf, britischer Rackets- und Cricketspieler (* 1862)
- 24. April: Tom Livingstone-Learmonth, britischer Leichtathlet (* 1906)

### Mai
- 05. Mai: Glen Kidston, britischer Automobilrennfahrer (* 1899)
- 11. Mai: Arno Zaspel, deutscher Motorradrennfahrer (* unbekannt)
- 15. Mai: Axel Andersen, norwegischer Turner (* 1891)
- 21. Mai: Hilliard Lyle, kanadischer Lacrossespieler (* 1879)
- 23. Mai: Luigi Arcangeli, italienischer Motorrad- und Automobilrennfahrer (* 1894)

### Juni
- 02. Juni: Gunnar Wennerström, schwedischer Wasserballspieler und Schwimmer (* 1879)
- 03. Juni: Rolf Johnsson, schwedischer Turner (* 1889)
- 19. Juni: Freddie Hicks, britischer Motorradrennfahrer (* 1899/1900)
- 24. Juni: Max Triebsch, deutscher Radsportler (* 1885)
- 28. Juni: Maximilian zu Hardegg, österreichischer Adliger und Automobilrennfahrer (* 1906)

### Juli
- 06. Juli: Dionysios Kasdaglis, griechisch-ägyptischer Tennisspieler (* 1872)
- 15. Juli: Francisco Camet, argentinischer Fechter (* 1876)
- 17. Juli: Iossif Schomaker, russischer Segler und Olympiamedaillengewinner (* 1859)
- 31. Juli: Henri Cohen, belgischer Wasserballspieler (* 1882)

### August
- 02. August: Hitomi Kinue, japanische Leichtathletin (* 1907)
- 08. August: Viljam Johansson, finnischer Mittel- und Langstreckenläufer (* 1887)
- 18. August: Eric Krenz, US-amerikanischer Kugelstoßer und Diskuswerfer (* 1906)
- 24. August: Victor Polidori, französischer Turner (* 1888)
- 27. August: Gunnar Tallberg, finnischer Segler (* 1881)

### September
- 02. September: Fredric Landelius, schwedischer Sportschütze (* 1884)
- 03. September: David Dunlop, britischer Segler (* 1859)
- 05. September: David Griffiths, britischer Sportschütze (* 1874)

### Oktober
- 02. Oktober: Georg Demmler, deutscher Architekt, Sportler und Sportfunktionär (* 1873)
- 07. Oktober: Eugen Schmidt, dänischer Leichtathlet, Sportschütze und Tauzieher (* 1862)

### November
- 05. November: Konrad Stäheli, Schweizer Sportschütze (* 1866)
- 04. November: Eugen Kipp senior, deutscher Fußballspieler (* 1885)
- 09. November: Edmond Henry, belgischer Schwimmer (* 1886)
- 13. November: Preston Steiger, US-amerikanischer Wasserballspieler (* 1898)
- 16. November: Joshua Millner, britischer Sportschütze (* 1847)
- 19. November: Eric Carruthers, britischer Eishockeyspieler (* 1895)

### Dezember
- 08. Dezember: William Scott, britischer Langstreckenläufer (* 1884)
- 16. Dezember: Ernst Bahnmayer, deutscher Schwimmer (* 1888)
- 16. Dezember: René Borjas, uruguayischer Fußballspieler (* 1897)
- 29. Dezember: George Skinner, britischer Sportschütze (* 1872)

### Genaues Datum unbekannt
- Edouard Myin, belgischer Sportschütze (* 1863)